# Serafin von Blumfeld
Franz Seraphin von Blumfeld (* 18. September 1807 oder 1808 in Spittal an der Drau; † 8. März (oder 9. März) 1866 in Wien) war ein österreichischer Beamter und Politiker.

## Leben
Von Blumfeld war der Sohn des Landesgerichtspfleger des Fürsten Porcia, Leopold von Blumfeld (* 1775; † 9. Februar 1848) und dessen Ehefrau Anna geborene von Fradenegg. Er war römisch-katholisch und blieb unverheiratet.
Von Blumfeld besuchte die Schule in Klagenfurt und das Gymnasium in Venedig. Nach einem Jusstudium in Paris und Wien trat er am 6. Februar 1830 als Konzeptspraktikant bei der k.k. Zollgefällsadministration in den Staatsdienst ein. Am 24. November 1835 wurde er zum „unbesoldeten überzähligen Hofsekretär“ bei der k.k. Hofkammer ernannt. Ab 1837 war er wirklicher Gubernialsekretär in Venedig, ab September 1842 wirklicher Hofsekretär in Wien (Zoll-, Eisenbahn- und Schifffahtrsangelegenheiten), ab dem 29. Mai 1848 Ministerialratssekretär und ab dem 13. Februar 1849 Ministerialrat im Handelsministerium unter Freiherr von Bruck. Er vertrat von 1856 bis 1857 Österreich bei der Donauufer-Staatenkommission. Im Dezember 1865 wurde er zum wirklichen Sektionschef ernannt.
Er starb durch Selbstmord und ist auf dem Friedhof Währing begraben.

## Politik
Vom 8. Januar 1863 (er wurde am 9. Dezember 1862 in einer Nachwahl nach Rücktritt von Franz Feldner gewählt) bis zu seinem Tod 1866 war er Abgeordneter im Kärntner Landtag. Nach seinem Tod wurde Alexander Ebner an seiner statt in den Landtag gewählt.

## Auszeichnungen
- Kommandeurkreuz des niederländischen Ordens der Eichenkrone
- Komturkreuz des königlich-bairischen St. Michael-Ordens 2. Klasse
- Komturkreuz des sächsischen Albrechtsordens 2. Klasse
- ottomanischer Medschidje-Orden 3. Klasse
- persischer Kaiserlicher Sonnen- und Löwenorden 2. Klasse
- Ritter des preußischen Kronenordens 2. Klasse
- Ritter des russischen Wladimir-Ordens 4. Klasse
- Komturkreuz des königlich-württembergischen Friedrichs-Ordens 2. Klasse
- 1861 Ehrenbürger von Spittal a. d. Drau